# E572号線
E572号線 (E572ごうせん、英: European route E572) はスロバキアにあり、トレンチーン – ジアル・ナド・フロノムを結ぶ、欧州自動車道路のBクラス幹線道路。
- スロバキア
  - E50号線 – トレンチーン
  - E571号線 – ジアル・ナド・フロノム